# Tęcza Leszno
Tęcza Leszno – żeńska leszczyńska drużyna koszykarska grająca w najwyższej klasie rozgrywkowej Polskiej Ligi Koszykówki Kobiet pod nazwą Super-Pol Tęcza Leszno.
Największym sukcesem klubu jest zajęcie czwartego miejsca w lidze w sezonie 2007/2008.

## Kadra na sezon 2010/2011

### Sztab szkoleniowy[1]
- Trener:  Jarosław Krysiewicz
- Drugi trener:  Krzysztof Zajc
- Asystent trenera:  Wojciech Walich
- Trener odnowy biologicznej:  Paulina Gawron
- Kierownik drużyny:  Mateusz Gryczka

### Zawodniczki[2]
- Joy Cheek
- Joanna Czarnecka
- Aleksandra Drzewińska
- Mercedes Fox-Griffin
- Shawn Goff
- Justyna Grabowska
- Jagoda Iradzka
- Zuzanna Janowicz
- Żaneta Kubicka
- Agnieszka Kułaga
- Anna Kuncewicz
- Aleksandra Mikołajczyk
- Dagmara Moszak
- Elżbieta Mukosiej
- Dominika Urbaniak

W przeszłości barwy leszczyńskiego klubu, w najwyższej klasie rozgrywkowej, reprezentowały: Nikita Bell, Joneatta Brown, Agnieszka Budnik, Latasha Byears, Jamie Lee Cavey, Ryan Coleman, Edniesha Curry, Paulina Dąbkowska, Żaneta Durak, Tracy Gahan, Marta Gajewska, Magdalena Gawrońska, Barbara Głocka, Katarzyna Grześczyk, Constance Jinks, Barbara Kaszewska, Jessica Kern, Martyna Koc, Katarzyna Krężel, Agnieszka Król, Edyta Krysiewicz, Anna Krzywicka, Patrycja Lubak, Agnieszka Makowska, Katarzyna Marcinkowska, Sherry McCracklin, Daria Mieloszyńska, Katarzyna Rezler, Carithia "Nana" Rivers, Rachill Robinson, Ashley Shields, Monika Siwczak, Monika Soroczyńska, Anna Talarczyk, Matea Vrdoljak, Joanna Walich, Detrina White, Marta Żyłczyńska oraz Olga Żytomirska, Marke Freeman.